# Alfredo Ferreyros Ayulo
Alfredo Guillermo Ferreyros Ayulo (Lima, 17 de setiembre de 1887-Lima, 13 de noviembre de 1958) fue un ingeniero agrónomo, empresario y diplomático peruano. Fue uno de los socios de la Casa Ferreyros, fundada por su hermano Enrique Ferreyros Ayulo; él mismo fundó importantes empresas comerciales e industriales, relacionadas en parte con la agroindustria, las que contribuyeron con el desarrollo económico de su país. Además, fue embajador del Perú en Estados Unidos entre 1948 y 1949.

## Biografía
Fue hijo del capitán de navío Carlos Ferreyros y Senra y de Rosa Ayulo Mendivil. En 1911 se casó con Ana Graffon Bromley, con  quien tuvo tres hijos y tres hijas.
Se recibió de ingeniero agrónomo en la Escuela Nacional de Agricultura y Veterinaria (actual Universidad Nacional Agraria La Molina). Luego siguió cursos de perfeccionamiento en Audobon Sugar School, de Nueva Orleans.
De regreso al Perú, se hizo cargo de la administración de la Hacienda Tumán, y luego de la gerencia de la misma, que desempeñó hasta 1925, cuando fue desterrado por razones políticas. En el ínterin, se hizo socio de la firma comercial Enrique Ferreyros y Cía., fundada por su hermano Enrique Ferreyros Ayulo, origen de un grupo de poder económico muy relevante en el Perú.
Viajó a Europa. Residió en Londres y Liverpool durante muchos años y fundó allí la firma Alfredo Ferreyros y Cía. Durante este periodo de vida europea, representó al Perú en diversas conferencias económicas y azucareras.
De regreso a Lima en 1938, fundó la firma Exportadora Peruana S.A., de la que fue director-gerente hasta su fallecimiento. Participó en la fundación de la Cámara Algodonera. Y formó parte de los directorios de Enrique Ferreyros y Cía., Cía. Industrial Limitada de Huacho y Agencias Generales S.A.
En 1948 fue nombrado embajador del Perú en Estados Unidos, cargo que ejerció hasta 1949.
Falleció en Lima en 1958. El 80% de su fortuna estaba representada por su participación como uno de los propietarios de Enrique Ferreyros y Cía., y de Exportadora Peruana S.A.